# Africa Movie Academy Award du meilleur documentaire de la diaspora
Africa Movie Academy Award du meilleur documentaire de la diaspora est un mérite annuel décerné par l'Africa Film Academy pour récompenser les meilleurs documentaires de la diaspora de l'année.
Avant la création de la catégorie en 2011, les documentaires de la diaspora soumis sont normalement en compétition avec les documentaires africains pour la catégorie Meilleur documentaire.
| Meilleur documentaire de la diaspora | Meilleur documentaire de la diaspora                                     | Meilleur documentaire de la diaspora | Meilleur documentaire de la diaspora | Meilleur documentaire de la diaspora |
| Année                                | Documentaire                                                             | Récipiendaire                        | Résultat                             |                                      |
| ------------------------------------ | ------------------------------------------------------------------------ | ------------------------------------ | ------------------------------------ | ------------------------------------ |
| 2011                                 | Stubborn as a Mule                                                       | Miller Bargeron Jr & Arcelous Deiels | Lauréat                              |                                      |
| 2011                                 | Momentum                                                                 | Zeinabu Irene Davis                  | Nomination                           |                                      |
| 2011                                 | If Not Now                                                               | Louis Haggart                        | Nomination                           |                                      |
| 2011                                 | Motherland                                                               | Owen Alik Shahadah                   | Nomination                           |                                      |
| 2011                                 | Changement                                                               | Chiara Cavallazi                     | Nomination                           |                                      |
| 2012                                 | The Education of Auma Obama                                              |                                      | Lauréat                              |                                      |
| 2012                                 | White Wash                                                               |                                      | Nomination                           |                                      |
| 2012                                 | Almendron Mi Corazon                                                     |                                      | Nomination                           |                                      |
| 2012                                 | All Me: The Life And Times Of Winfred Hubert                             |                                      | Nomination                           |                                      |
| 2013                                 | Fan Do Brasil                                                            |                                      | Lauréat                              |                                      |
| 2013                                 | My Thiero Boys                                                           |                                      | Nomination                           |                                      |
| 2013                                 | Red, White, Black And Blue                                               |                                      | Nomination                           |                                      |
| 2014                                 | Through a Lens Darkly: Black Photographers and the Emergence of a People |                                      | Lauréat                              |                                      |
| 2014                                 | Finding Samuel Lowe: From Harlem to China                                |                                      | Nomination                           |                                      |
| 2014                                 | Freedom Summer                                                           |                                      | Nomination                           |                                      |
| 2014                                 | No Bois Man, No Frad                                                     |                                      | Nomination                           |                                      |
| 2015                                 | The Black Panthers: Vanguard of the Revolution                           |                                      | Lauréat                              |                                      |
| 2015                                 | Jimmy Goes To Nollywood                                                  |                                      | Nomination                           |                                      |
| 2015                                 | Bound: Africans Vs African Americans                                     |                                      | Nomination                           |                                      |
| 2015                                 | Black Panther Woman                                                      |                                      | Nomination                           |                                      |
| 2016                                 | Spirits of Rebellion                                                     |                                      | Lauréat                              |                                      |
| 2016                                 | America’s Blues                                                          |                                      | Nomination                           |                                      |
| 2016                                 | Can You Dig This                                                         |                                      | Nomination                           |                                      |
| 2017                                 | 13th (film)                                                              |                                      | Lauréat                              |                                      |
| 2017                                 | I Am Not Your Negro                                                      |                                      | Nomination                           |                                      |
| 2017                                 | The Vietnam War (TV series)                                              |                                      | Nomination                           |                                      |
| 2017                                 | Horace Tapscott, Musical Griot                                           |                                      | Nomination                           |                                      |
| 2018                                 | Barrows: Freedom Fighter                                                 |                                      | Lauréat                              |                                      |
| 2018                                 | I Gotta Be Me (webseries)                                                |                                      | Nomination                           |                                      |
| 2018                                 | Evolutionary Blues                                                       |                                      | Nomination                           |                                      |
| 2019                                 | My Friend Fela                                                           |                                      | Lauréat                              |                                      |
| 2019                                 | Wax Print 1 FABRIC, 4 continent                                          |                                      | Nomination                           |                                      |
| 2019                                 | Drugs as Weapons Against Us                                              |                                      | Nomination                           |                                      |
| 2019                                 | Dare to Dream                                                            |                                      | Nomination                           |                                      |
| 2019                                 | The Guardian of No Return                                                |                                      | Nomination                           |                                      |
| 2020                                 | Becoming Black                                                           |                                      | Lauréat                              |                                      |
| 2020                                 | Revolution From Afar                                                     |                                      | Nomination                           |                                      |
| 2020                                 | Meeting My Father                                                        |                                      | Nomination                           |                                      |
| 2020                                 | If Objects Could Speak                                                   |                                      | Nomination                           |                                      |
| 2021                                 | Akwaaba                                                                  |                                      | En attente                           |                                      |
| 2021                                 | African Redemption: the Life of Marcus Garvey                            |                                      | En attente                           |                                      |
| 2021                                 | Race Today Documentary                                                   |                                      | En attente                           |                                      |